# Kraszewski-Museum

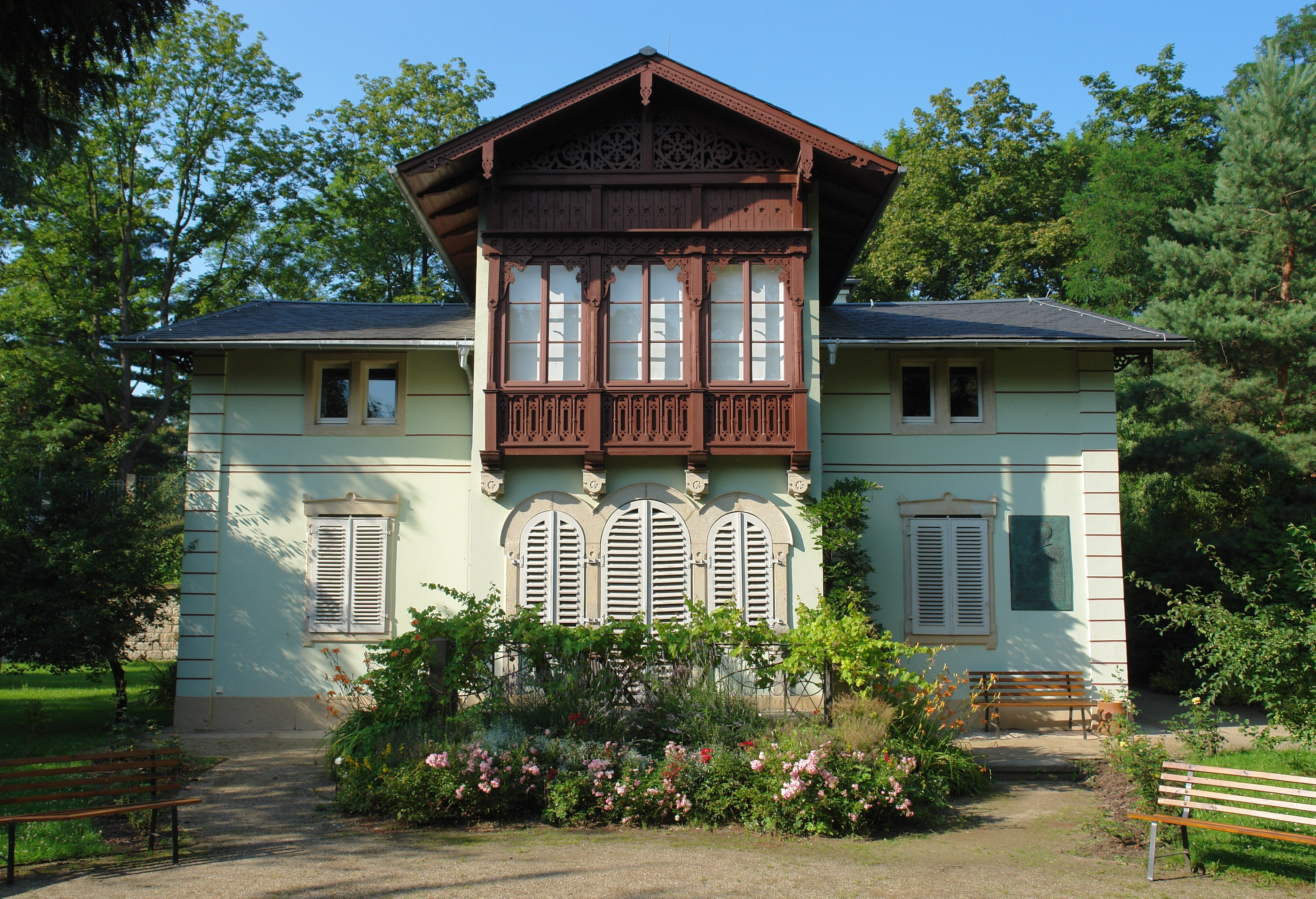
Kraszewski-Museum

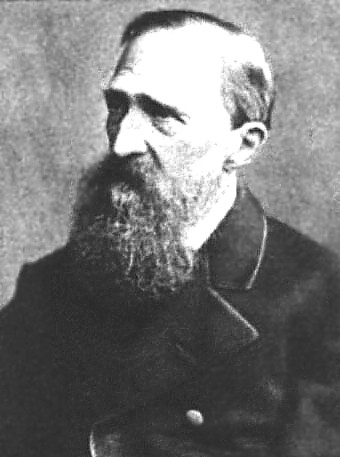
Józef Ignacy Kraszewski

Das Kraszewski-Museum ist ein Literaturmuseum in Dresden im kommunalen Verbund der Museen der Stadt Dresden, das dem polnischen Schriftsteller, Maler, Historiker und Komponisten Józef Ignacy Kraszewski (1812–1887) gewidmet ist. Es wurde 1960 in dem Gebäude eingerichtet, das er in einem Teil seiner über 20-jährigen Dresdner Exilzeit bewohnte.
Die Besonderheit des Kraszewski-Museums ist seine Binationalität. Mittlerweile ist es ein lebendiger Ort deutsch-polnischer Begegnungen. Die Ausstellungen sind in beiden Sprachen konzipiert; zum Museum gehört außerdem eine Bibliothek mit polnischsprachigen Büchern. Das Museum pflegt enge Kontakte zur „Deutsch-Polnischen Gesellschaft Sachsen“ und zur „Vereinigung der Polen in Sachsen und Thüringen“.
Den Großteil der Exponate über Kraszewski musste das Museum zum Jahresende 2011 aufgrund eines polnischen Gesetzes wieder an Deutschlands östliches Nachbarland zurückgeben. Ursprünglich war geplant, das Museum im Juli 2012 endgültig zu schließen. Am 18. Januar 2013 wurde jedoch eine neue Dauerausstellung eröffnet.

## Standort
Das Museum befindet sich in einer um 1855 im Schweizer Landhausstil erbauten Dresdner Villa am Rande des Stadtteils Radeberger Vorstadt, eines Teils der Neustadt etwas nordöstlich des Zentrums der sächsischen Landeshauptstadt. Südlich des Museums verläuft die Nordstraße, nördlich davon die Jägerstraße. Im Westen wird das Museumsgrundstück direkt von der Prießnitz begrenzt, die nur unweit nördlich aus der Dresdner Heide in die Neustadt übertritt. Die am anderen Flussufer liegende Prießnitzstraße gehört bereits zur Äußeren Neustadt.
Weitere Dresdner Museen in der Umgebung sind das Militärhistorische Museum der Bundeswehr und die Gedenkstätte Bautzner Straße.

## Dauerausstellung
Seit Anfang 2013 ist in drei Räumen des Kraszewski-Museums, darunter dem früheren Arbeitszimmer von Józef Ignacy Kraszewski, eine neue Dauerausstellung über dessen Leben und Werk zu sehen, die das Warschauer Adam-Mickiewicz-Museum ausrichtet. Sie umfasst etwa 60 Exponate. Die Räume sind in den polnischen Nationalfarben rot und weiß gehalten, Informationstafeln geben in deutscher, polnischer sowie englischer Sprache Auskunft. Stadt und Freistaat hatten zuvor jeweils 37.500 Euro in die Zukunft des Museums investiert, Polen steuerte 200.000 Złoty (rund 50.000 Euro) bei. Für 2013 und 2014 sah der Dresdner Doppelhaushalt jeweils weitere 30.000 Euro für das Museum vor.

## Sonderausstellungen und Veranstaltungen
Teil des Museums waren neben der früheren Dauerausstellung über Kraszewski auch Wechselausstellungen, die andere bedeutende polnische Persönlichkeiten und Ereignisse sowie das polnische Leben in der Gegenwart behandeln. Die Sonderausstellungen stehen nach dem Wegfall der Dauerausstellung Ende 2011 – nur noch ein kleiner Raum widmet sich dem Schaffen des Museumsnamensgebers in Dresden – im Mittelpunkt. Eine erste Wechselausstellung, die im Februar 2012 eröffnet wurde, thematisiert unter dem Titel „Polen aus freier Wahl“ den Einfluss deutschstämmiger Familien auf das kulturelle Leben Warschaus im 19. und 20. Jahrhundert.
Zum Programm des Museums gehören außerdem regelmäßige literarische Lesungen, Vorträge zu verschiedenen Themen, Buchpräsentationen und Podiumsdiskussionen sowie Kammermusikabende. Bei entsprechendem Wetter können diese kleinen Konzerte auch im Garten stattfinden. Führungen werden ebenfalls angeboten. Im Gebäude besteht auch eine Gästewohnung.
Anlässlich der 65-jährigen Städtepartnerschaft von Breslau und Dresden 2024 wurde am 8. Juni 2024 durch den Breslauer Vizestadtpräsidenten Jakub Mazur ein dritter Breslauer Zwerg an Dresdens Oberbürgermeister Dirk Hilbert überreicht. Dieser ist Kraszewski gewidmet und trägt eine Feder, ein Buch und einen Koffer. Er wurde im Garten des Museums im Rahmen der Polnisch-Deutschen Festtage vom 15. bis 17. November 2024 eingeweiht.

## Bibliothek
Das Kraszewski-Museum verfügt über eine kleine Museumsbibliothek mit einem Lesecafé. Sie umfasst über 500 Bände in polnischer Sprache. Mehr als 300 von ihnen sind der originalsprachigen polnischen Literatur des 20. Jahrhunderts zuzuordnen und wurden in der DDR-Zeit an den Bestand angegliedert, darunter auch erst nach 1900 erschienene Werke von Mickiewicz, Chopin, Norwid, Prus, Sienkiewicz und Słowacki. Insgesamt 120 der Titel in der Bibliothek wurden im 19. Jahrhundert gedruckt. Allein 170 Werke stammen von Kraszewski. Einige weitere, vorwiegend Schriften in Dresden lebender polnischer Emigranten, sind von einer um 1870 durch Kraszewski selbst in Dresden betriebenen Druckerei hergestellt worden. Der Buchbestand ist seit 1978 nicht mehr erweitert worden.

## Geschichte

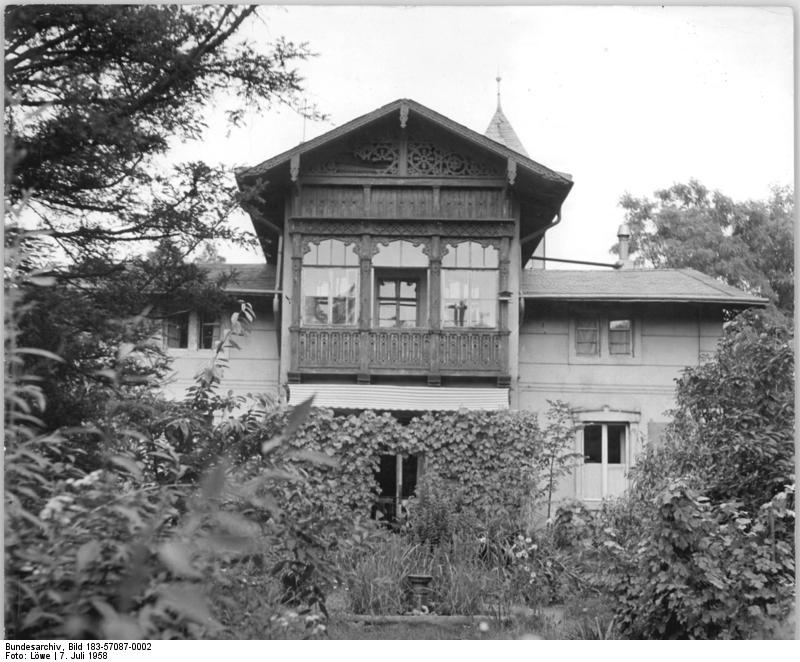
Kraszewski-Museum (1958)

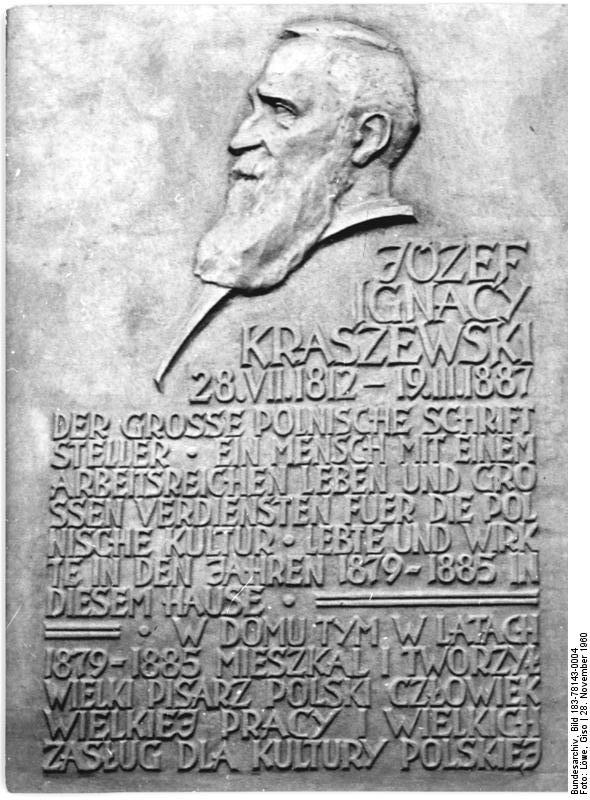
Kraszewski-Gedenktafel am Museumsgebäude

Kraszewski musste infolge des Januaraufstands 1863 das Russische Zarenreich aus politischen Gründen verlassen. Er ging ins Exil und kam am 3. Februar 1863 in der Residenzstadt Dresden im Königreich Sachsen an, wo er sich für mehr als zwei Jahrzehnte niederließ. Zwischen März 1873 und März 1879 bewohnte er die Villa, in der heute das Museum eingerichtet ist. Dort traf er auf zahlreiche, ebenfalls emigrierte Zeitgenossen aus Polen und entwickelte eine lebhafte literarische, wissenschaftliche und politische Tätigkeit. So entstanden in diesem Gebäude zwischen 1873 und 1875 die Romane „Gräfin Cosel“, „Brühl“ und „Aus dem Siebenjährigen Krieg“, die zusammen als Sachsentrilogie Bekanntheit erlangten. Im Jahre 1879 zog er in ein größeres Gebäude in der Nachbarschaft um.
Am 24. Juli 1958 wurde am heutigen Museumsgebäude eine Gedenktafel für Kraszewski eingeweiht. In dieser Zeit entstand auch die Idee, ihm dort ein Museum zu widmen. Das Warschauer Adam-Mickiewicz-Museum stellte dafür 1960 mehrere Exponate als Dauerleihgabe zur Verfügung, polnische Fachleute kümmerten sich um die Ausgestaltung des Museums und konzipierten es in deutscher und polnischer Sprache. Die dabei entstandene Dauerausstellung des Museums war in zwei Abteilungen untergliedert.
Die erste Abteilung konzentrierte sich auf Stationen aus Kraszewskis Leben. Nach dem Vorbild des Zeitgeschmacks der Mitte des 19. Jahrhunderts wurden seine früheren Wohnräume in dem Haus nachgestaltet und mit Porträts von Kraszewski und anderen polnischen Persönlichkeiten versehen. Auch sein Arbeitszimmer wurde rekonstruiert und enthielt originale Belege seines literarischen, musikalischen und zeichnerischen Schaffens, darunter Gemälde und Grafiken, sowie seiner Sammelleidenschaft. Hierbei wurde auch auf die Ziele Kraszewskis aufmerksam gemacht, nämlich die Aufarbeitung der polnischen Geschichte und die Überwindung der polnischen Teilung.
Daneben wurden die vielfältigen geistig-kulturellen und politischen Beziehungen zwischen Sachsen und Polen beschrieben, die in der Vergangenheit eine große Rolle spielten. So stellten die Albertiner, das sächsische Herrscherhaus, mit August dem Starken und dessen Sohn im frühen 18. Jahrhundert zwei polnische Könige in Personalunion. Auch Kraszewski hatte sich zu seinen Lebzeiten ausgiebig dieser Thematik gewidmet und neben der Sachsentrilogie, von deren Manuskript eine Kopie im Museum ausgestellt war, auch mehrere Werke über August den Starken geschrieben. Die Räume sind daher auch mit Porträts der beiden sächsisch-polnischen Herrscher sowie der Gräfin Cosel ausgestattet.
Eine zweite Abteilung thematisierte Dresden als Zufluchtsort für polnische Emigranten, zum Beispiel nach dem Kościuszko-Aufstand 1794, dem Novemberaufstand 1830/31 und dem Januaraufstand 1863/64. Sie erinnerte unter anderem an die Aufenthalte Tadeusz Kościuszkos und Adam Mickiewiczs, der in Dresden den dritten Teil seines Dramas Totenfeier schrieb.
Im Zuge des Kulturabkommens zwischen Deutschland und Polen 1997/99 wurde die Stadt Dresden für das Kraszewski-Museum verantwortlich; es ist seither Teil der Museen der Stadt Dresden. Im Jahr 2000 erfolgte eine Aktualisierung der Ausstellung und damit einhergehend die Renovierung des Gebäudes, das am 17. Juni 2001 wiedereröffnet wurde. Damit wurde gleichzeitig die ganzjährige Öffnung des Museums ermöglicht. Bedingt durch seine Lage am Prießnitzufer war das Museum vom Hochwasser 2002 betroffen. Der entstandene Schaden in Höhe von 60.000 Euro konnte bis Anfang 2003 beseitigt werden; anschließend eröffnete das Museum erneut.
Im Dezember 2011 mussten fast alle Exponate – 160 Leihgaben – wieder zurück nach Polen gebracht werden. Deshalb schloss die alte Dauerausstellung des Museums am 19. Dezember 2011 endgültig. Grund ist ein entsprechendes, seit 2007 gültiges Gesetz der Republik Polen, wonach polnische Kulturgüter, die älter als 50 Jahre sind, nur noch maximal fünf Jahre im Ausland ausgestellt werden dürfen. Dies machte eine Weiterführung des Museums in seiner bisherigen Form nicht mehr möglich, weshalb es Mitte Juli 2012 geschlossen werden sollte. Anfang 2013 erhielt das Kraszewski-Museum jedoch eine neue Dauerausstellung, die Bogdan Zdrojewski, Polens Minister für Kultur und nationales Erbe, gemeinsam mit Bernd Neumann, dem Beauftragten der Bundesregierung für Kultur und Medien, und Sabine Freifrau von Schorlemer, der sächsischen Staatsministerin für Wissenschaft und Kunst, am 18. Januar eröffnete.